# بيت الزبيدي (النادرة)

تعديل مصدري - تعديل

بيت الزبيدي هي إحدى قرى عزلة شريح بمديرية النادرة التابعة لمحافظة إب، بلغ تعداد سكانها 229 نسمة حسب تعداد اليمن لعام 2004.